# Константин Ваншенкин
Константин Яковлевич Ваншенкин (роден на 17 декември 1925 г., Москва, СССР – починал на 15 декември 2012 г., Москва, Руска федерация) е съветски и руски поет, автор на текста на руската песен „Обичам те, живот“.
През 1942 г. отива на фронта. Служи във въздушно-десантните войски, участва в битки на 2-ри и 3-ти украински фронт. Започва да пише поезия в края на войната. След Великата отечествена война постъпва в Института за геолого-проучвателни изследвания, но след това се прехвърля в Литературния институт „Горки“, който завършва през 1953 г.
Автор на стихове за популярните песни „Обичам те, живот“, „Альоша“, „Валс на раздялата“, „Женя“, „Както те изпращат корабите“ и други. Повечето от песните по стихове на поета са написани от композиторите Едуард Колмановски и Ян Френкел.
Той е публикувал над 30 книги, включително няколко сборника с автобиографична проза.
През 2001 г. за стихосбирката „Вълнообразно стъкло“ е удостоен с Държавната награда на Руската федерация и е награден с Орден за заслуги пред Отечеството, IV степен.

## Дискография
| Заглавие                         | От   |
| -------------------------------- | ---- |
| Il Donnait Des Leçons De Bonheur | 1982 |
| Moscow Nights                    | 2005 |
| Kulkurin Taival                  | 2008 |
| Rakkaudesta Elämään              | 2008 |
| CIkimuistoinen Tamara Lund       | 2009 |
| Sydämissämme                     | 2015 |
| Sydämeni Lyö                     | 2015 |